# Proletarskij (Oblast' di Belgorod)
Proletarskij è una cittadina della Russia europea sudoccidentale, situata nella oblast' di Belgorod; appartiene amministrativamente al rajon Rakitjanskij.